# Ein Freund der Erde
T. C. Boyles Buch Ein Freund der Erde (2000, Originaltitel A Friend of the Earth) ist eine Geschichte der Umweltzerstörung. Es spielt im Jahr 2025 – als Ergebnis der globalen Erwärmung und des Treibhauseffektes hat sich das Klima drastisch geändert, und Biodiversität ist Vergangenheit.

## Amerika 2025
Durch Lebensraumverluste sind viele Tierarten ausgestorben und auch die Flora hat stark gelitten. Viele Lebensmittel wie Rind, Eier, Bier usw. sind nicht mehr erhältlich. Stattdessen wird überall Reis angebaut und Sake ist das einzig zur Verfügung stehende alkoholische Getränk. El Niño ist ein ständiger Begleiter der Einwohner der Vereinigten Staaten: ständig blasende, starke Winde und schwere, jährliche mehrere Monate andauernde Regenfälle. Während der Trockenzeit ist es sehr heiß.
Entwaldung hat aus zwei Gründen stattgefunden: einerseits durch Stürme, die ganze Wälder entwurzelten, und andererseits durch die weltweite grenzenlose Zerstörung von Urwäldern, inklusive des tropischen Regenwaldes. Noch dazu hat die Wissenschaft viele künstliche Wege erfunden, um das menschliche Leben zu verlängern, und die Lebenserwartung ist auf über 100 Jahre gestiegen. Dementsprechend überbevölkert ist die Erde. In den USA sind ehemalige Naturlandschaften zu Wohngebieten geworden. In diesen Wohnanlagen leben Menschen, die sich wenig Gedanken über die Umwelt machen und ihr Leben vor ihren Computern und Fernsehern verbringen.
T. C. Boyle geht in seinem Roman zu keinem Zeitpunkt auf die politische Situation ein, aber es gibt im Text zahlreiche versteckte Hinweise. Aus diesen wird offensichtlich, dass das Sozialversicherungssystem zusammengebrochen ist und dass viele Amerikaner sich selbst überlassen sind – ohne ein regelmäßiges Einkommen, viele von ihnen auch ohne ein eigenes Dach über dem Kopf.

## Zusammenfassung
Ein Freund der Erde ist die Geschichte von Tyrone O’Shaughnessy Tierwater, einem 1950 geborenen US-Bürger, zur Hälfte irisch-katholisch, zur Hälfte jüdisch. Seine persönliche Tragödie fügt sich in die düstere Atmosphäre der gezeichneten Gesellschaft ein und ergänzt diese.
Über Andrea, seine Partnerin, wird Ty ein engagierter Aktivist der Umweltorganisation Earth Forever! (eine Anspielung auf die Umweltorganisation Earth First!). In den 1980er Jahren kommt er aufgrund von Ökoterrorismus ins Gefängnis, kann aber letztendlich keine Änderungen bewirken. Außerdem leidet er an dem Tod seiner ersten Frau, die verstarb, als die gemeinsame Tochter erst drei Jahre alt war, und an dem Tod jener Tochter, welche im Alter von 25 Jahren starb. Der Roman beginnt im Jahr 2025. Ty ist 75 Jahre alt, desillusioniert und lebt auf dem Grundstück eines Popstars irgendwo in Kalifornien, wo er sich um dessen Privatmenagerie kümmert.
Maclovio Pulchris, der Sänger, hatte die Idee, einige der letzten überlebenden Tiere von verschiedenen Arten zu schützen und zu einem späteren Zeitpunkt ein Zuchtprogramm zu initiieren. Vor allem wollte er sich dabei um diejenigen Tiere kümmern, die sonst niemand schützen würde. Tierwater hat schon zehn Jahre für Pulchris gearbeitet, als 2025 seine Exfrau und Stiefmutter seiner Tochter Sierra ihn nach über 20 Jahren kontaktiert. Sie und eine Freundin, April Wind, ziehen bei Tierwater ein – offiziell um eine Biographie über seine Tochter Sierra zu schreiben, welche im April 2001 als Umweltmärtyrerin starb.
Im Laufe der nächsten Monate verschlechtert sich die Situation zunehmend. Der Regen und der Wind zerstören die Tierkäfige und die Tiere müssen vermehrt im Keller gehalten werden. Eines Morgens geht einer der Löwen verloren, attackiert den Sänger und tötet sowohl ihn als auch eine Reihe seiner Angestellten. Als Konsequenz werden die verbliebenen Löwen erschossen, und so stirbt die Spezies aus. (Es existiert nur mehr ein Löwe im Zoo von San Diego.)
Tierwater, nun ohne Geld und ohne Arbeit, hat sich wieder in Andrea verliebt. Von Pulchris Erben wird er des Grundstücks verwiesen und begibt sich gemeinsam mit Andrea zu einer Berghütte, die Earth Forever! gehört. Vor Jahrzehnten diente ihm die Hütte schon als Versteck. Sie kommen dort mit einem von Pulchris Tieren an: Petunia, der patagonische Fuchs, den sie nun als Haustier halten und als ihren Hund ausgeben.
In der letzten Szene des Buches kommt ein junges Mädchen an der Hütte vorbei, dort, wo früher nur Wälder waren. Andrea und Tierwater, die sich wieder Ehemann und Ehefrau nennen, haben einen Hoffnungsschimmer, dass das Leben wieder so sein könnte wie vor 30 Jahren. So endet das Buch trotz allem mit einer optimistischen Note.

## Kritik
In der Buchkritik in Die Welt 2001 heißt es: „‚Ein Freund der Erde ist ein Feind der Menschen‘ - dieser Ibsen-Satz durchzieht den Text als Paradox, in seiner Umkehrung formuliert es den ganzen Widersinn unserer Zeit. Einst musste die Natur unterworfen werden, um sie dem Menschen freundlich zu machen. Doch diese notgedrungene Feindschaft zerstört ihn am Ende selbst. […] Jetzt gestaltet Boyle in fast würdevoller Komik das Drama des Planeten, den wir mit unseren Ansprüchen an Komfort und Luxus ruinieren. Eine Rückkehr zu wahrer Naturhaftigkeit ist ausgeschlossen.“
Heinrich Detering schreibt 2001 in seiner Rezension des Romans in der Frankfurter Allgemeinen Zeitung: „Während hier die letzten amerikanischen Helden durch eine Welt waten, in der es nach ‚Endzeitschimmel‘ riecht, denken sie wehmütig zurück an die Zeiten, in denen noch über Wörter wie Global Warming oder El Niño debattiert wurde. […] Im Wechsel zwischen vorher und nachher, zwischen Innen- und Außenansicht des Helden entsteht dabei ein schauerlich-tragikomisches Kippbild. Und unversehens gerät Tys wüste Geschichte zur Parabel über Avantgarde und Demokratie, Moral und Macht. Dabei besteht an krassem Realismus sowenig Mangel wie an grotesken Szenerien.“

## Referenzen
Zahlreiche „Ikonen“ der Umweltbewegung werden in dem Buch genannt:
- Edward Abbey [The Monkey Wrench Gang (1975)]
- Aldo Leopold [A Sand County Almanac (1949)] (dt.: Am Anfang war die Erde, 1992)
- John Muir
- Arne Næss (Deep Ecology)
- Henry David Thoreau

## Buch
T. C. Boyle: A Friend of the Earth, 2000, deutsch Ein Freund der Erde. Übersetzt von Werner Richter, gebunden, Hanser, München 2001, ISBN 3-446-19975-6, als Taschenbuch dtv, München 2003, ISBN 3-423-13053-9.